# Diábolo

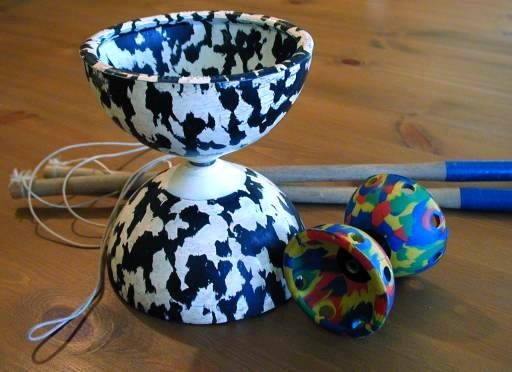
Diábolo grande y pequeño con sus respectivos palos y cuerda

El diábolo (comúnmente llamado diablo y también conocido como el diablo de dos palos) es un juguete de malabaristas, cirqueros y payasos que consiste en un caño, o sea dos semiesferas huecas, normalmente de caucho, unidas por su parte convexa por medio de un eje metálico, es el arte de expresarse con un juguete, que es manipulado con una cuerda atada a dos palillos, uno en cada mano.

## Historia

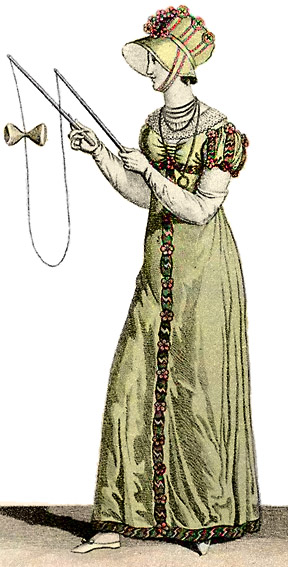
Ilustración de 1812 de una mujer jugando al diábolo

Este juego malabar fue inventado en China durante la dinastía Han en el año 300, aunque se afirma que ya existía en la dinastía Shang (1766-1046 a. C.), lo que supondría casi 4000 años de historia. 
Bautizado como Kouen-gen, que significa «hacer silbar el tronco hueco de bambú», el diábolo llegó a Europa de manos de los misioneros jesuitas a fines del siglo XVII.
Tanto fue su éxito en Inglaterra y Francia que, a partir de 1810, se crearon clubes y competiciones entre la alta sociedad. En 1906, el francés Gustave Philippart diseñó un diábolo de metal y caucho. El «juguete» fue traído a Europa por los franceses y los expedicionarios. En Inglaterra le dieron el nombre de «DIABALLO « (el cual se convirtió en Diábolo) que viene del griego antiguo: tiro del «diámetro» y «ballo».
Su práctica disminuyó después de la Primera Guerra Mundial, pero a partir de los años 1980 comenzó una "etapa dorada" con la aparición de nuevos materiales y coloridos diseños que lo han vuelto a hacer popular.

## Modo de uso
Los malabarismos que se pueden realizar con el diábolo se basan en el principio físico de conservación del momento angular. El juego consiste en hacer girar a este objeto sobre sí mismo impulsándolo con una cuerda (normalmente de nailon) amarrada a dos bastones (de madera, metal o fibra de carbono). Según la condición de zurdo o diestro de la persona que lo baile, el movimiento natural será horario o antihorario (visto desde quien lo baila); todos los movimientos explicados se supondrán para el caso de un diestro. Para los zurdos lo único que cambia es derecha por izquierda y viceversa.
Una gran cantidad de trucos son posibles usando los palos, la cuerda y varias partes del cuerpo. También se puede jugar con múltiples diábolos en una sola cuerda.

## Tipos de diábolos
Los diábolos vienen en diferentes formas y materiales. Los más grandes y pesados tienden durar más tiempo dando vueltas, los más chicos y menos pesados son más fáciles de acelerar a altas velocidades. Los diábolos de goma son muy poco probable que se rompan; a los diábolos de metal les puedes prender fuego usando una tela especial y gasolina, pero estos tienden a abollarse fácilmente. También hay diábolos (dragón khan) de un solo lado pero son más difíciles de usar. Los diábolos con eje de rodamientos permiten que el diábolo pase más tiempo en movimiento y facilitan algunos trucos.

## Tipos de aceleración del diábolo
Las aceleraciones más populares son:
- Aceleración clásica: Es la primera que se aprende, la básica. El diábolo comienza en el suelo, se hace rodar en el suelo de derecha a izquierda para que adquiera un impulso inicial y se eleva. Desde este momento el diábolo se mantiene en el aire con la cuerda y dando pequeños tirones periódicos con el bastón derecho se le proporciona más impulso al artefacto.

- Aceleración lateral: En este caso los tirones con el bastón derecho se realizan de derecha a izquierda cruzando ambos bastones. De esta manera se consigue mayor velocidad angular.

- Aceleración china: Una vez en movimiento, para que el diábolo acelere más rápido se le da una vuelta a la cuerda respecto al eje, se le impulsa de abajo arriba y se suelta la presión de la cuerda para que vuelva a bajar.

- Aceleración circular: Es como la aceleración China pero en este caso el movimiento en vez de ser rectilíneo es circular y el impulso se le da cuando comienza a desplazarse hacia la derecha y se suelta la presión cuando va hacia la izquierda...

## Nombre de un cóctel
En Francia, diábolo es el nombre con el que se conoce a los cócteles o mezclas para beber que se hacen mezclando cinco partes de limonada con una de sirope de cualquier sabor. Se pueden hacer granizados.
Normalmente, el nombre se forma añadiendo el sabor del sirope a «Diábolo». De ahí provienen el diábolo menthe, diábolo citrón, etc.

## Algunos trucos
- Lanzamiento abajo: Se le suele llamar ``un salto´´. No consiste, como muchos creen, en alzar los palos rápidamente, sino en estirarlos hacia los lados. Para recogerlo, la cuerda debe estar tensada, normalmente no se cambia de como quedó al lanzarlo (exceptuando, por supuesto, para acertar en la cuerda) Nota: Es preferible que se lance un poco hacia delante y no hacia atrás, porque será mucho más fácil recogerlo

- Ascensor: Consiste en hacer que trepe por la cuerda. El diábolo sube al lado de la cuerda, y da la impresión de que vence a la gravedad. Para hacerlo, se le da una vuelta al eje con la cuerda e inmediatamente, se tensa la cuerda verticalmente, con la mano derecha abajo. Nota: debe de tener cierta velocidad para que suba, de lo contrario puede que se quede en el centro

- Grind: Consiste en que el diábolo se suba al palo. Se hace un pequeño salto y en vez de atajarlo con la cuerda, se pone el palo izquierdo en medio con algo de inclinación (si se cae deberá cambiarse la inclinación o poner el palo de forma que forme una cruz lo más exacta posible).

- Gato o trapecio: Consiste en que una vez que el diábolo gire en la cuerda , se lleva el diábolo a la derecha o a la izquierda por sobre la cuerda y vuelve a caer en la cuerda , se realiza el movimiento contrario para devolver.

- Cama elástica o rana: Consiste en hacer un salto con el diábolo, y al tocar este la cuerda, rebota. Es tan simple como dejar tensa la cuerda cuando cae el diábolo y darle un pequeño impulso hacia arriba en el momento justo.

Mientras el diábolo está en movimiento, es normal que se incline de manera no deseada. Para corregir dicha situación se puede proceder de las siguientes maneras:
- Con la cuerda. Si el diábolo se inclina hacia delante la cuerda derecha se echa hacia atrás para corregir el movimiento y si se inclina hacia atrás al revés.
- Con los bastones. Al inclinarse hacia delante se puede corregir su situación, acariciando con el bastón derecho la parte superior más cercana del artefacto (la que se encuentra elevada) y al inclinarse hacia atrás al revés.